# MMKM Alumíniumipari Múzeuma
Az alumínium megjelenése óta fontos szerepet tölt be a hétköznapokban. Napjainkban már elképzelhetetlen az élet nélküle: az alufólia, edények, fedők de már a felsőbb kategóriás autók karosszériája és alváza is készül belőle. Mára már természetes az előállítása, feldolgozása és használata, de sokan nem is tudják, hogyan is indult az iparág története. A Magyar Műszaki és Közlekedési Múzeum Alumíniumipari Múzeuma, bár a legfiatalabb múzeumok közé tartozik, mégis messzi múltra tekint vissza, hogy gyűjteményével bemutassa, hogyan is indult minden: kiknek köszönhetjük a fém létezését; hogyan megy a kitermelése, feldolgozása, megmunkálása; milyen cégek és vállalatok játszottak vagy játszanak még ma is szerepet az iparág történetében.

## Története
A múzeum megalakulásakor nem a jelenlegi épület adott neki otthont. Történetének kezdete egészen 1969 őszéig nyúlik vissza, amikor megkezdődtek a lépések megalapítására.
Ahogy a „A Mi Múzeumunk” újságban megjelent cikkében írja Puza Ferenc: „… A Magyar Népköztársaság Elnöki Tanácsának a műszaki emlékek védelméről szóló 4/1954 sz. törvényerejű rendelete megteremtette az ipari múzeumok létrehozásának lehetőségét. …” .  Ezt követően sorra nyíltak meg múzeumok: elsőként bányászati múzeum Sopronban, vegyipari múzeum Várpalotán majd olajipari múzeum Zalaegerszegen. Az alumíniumipar múzeumának létrehozására a kezdeményezés ezután indult el. Dr. F, Pertes Éva a Magyar Alumíniumipari Tröszt vezérigazgatójának, Dr. Dobos Györgynek címzett leveléhez mellékletként csatolta Kovács János, a székesfehérvári István Király Múzeum történész-muzeológusa részletes javaslatát a múzeum megalapításáért. 
Kovács János ezek után számtalan cikket írt, melyben az olvasók segítségét kérte, hogy a múzeum létrejöhessen. Egyik írására válasz is érkezett, melyben egy nyugdíjazott bányamérnök felajánlotta nem csak segítségét, de a tulajdonában lévő tárgyakat és írásokat is. Ekkor már a Fejér Megyei Hírlap is írt a múzeumról. 
A következő lépésről pedig ismét a már említett történész-muzeológus cikkéből értesülünk, melyet az Életünk 72/1 számában írt. Ebben leírja, hogy folyamatosan szervezték a múzeumot, amely 1971. november 4-én mutatkozott be egy alumínium kiállítással, mikor is a KÖFÉM Szélesszalag Hengerművét avatták fel.
A Múzeum történetének következő szakaszáról a „A Mi Múzeumunk” című újságból értesülünk ismét.  A már említett kiállítás sikerének köszönhetően Juhász János, a Könnyűfémmű akkori igazgatója és a Magyar Alumíniumipari Tröszt akkori vezérigazgatója, dr. Juhász Ádám megkezdték a múzeum megszervezését. Ennek első lépése volt egy Ipartörténeti Bizottság megalapítása, melynek feladata az alumíniumiparhoz kapcsolódó összes írásos és képi dokumentum összegyűjtése. 1975-ben meg is alakult a múzeum, már a Zombori út 12. szám alatti épületben és ugyanezen év december 31-én el is nyerte működési engedélyét.  Fekete Ferenc volt első vezetője, majd őt követte dr. László Gábor, aki alatt országos hatáskörű gyűjtőközpont lett. A múzeum kezdetben sikeresnek bizonyult: rengeteg érdeklődő tekintette meg az egyre gyarapodó kiállítást, később azonban a gazdasági helyzet, az iparág problémái és személyes problémák is lecsökkentették az iránta tanúsított kíváncsiságot, melynek következménye lett többek között, hogy az üzemeltetőként megbízott KÖFÉM is kevesebb figyelmet szentelt már neki: az épület pusztulni kezdett, a benne összegyűjtött anyaggal együtt.
A fordulat akkor következett be, amikor az amerikai cég, az ALCOA megvette a KÖFÉM tulajdonjogának több mint a felét és kijelentette, hogy nem tartja fent tovább a múzeumot, amely így a HUNGALU RT fennhatósága alá került.  Ez a „tulajdonoscsere” hatalmas változást hozott, hiszen megindult az épület felújítása és korszerűsítése. A gyűjtemény és a dokumentumtár újra bővülni kezdett. (Ezt jól mutatja az akkor kialakított és máig látható ásványtár és a képtár is.) Ezeken kívül pedig az összes költségét, mint például a rezsit, a bért stb. is fedezte.
Így nyerte el mai formáját a múzeum, mely remélhetőleg sokáig „mesélőként” szolgál majd az alumínium iparág iránt érdeklődők számára.

## Gyűjteménye
Székesfehérváron, a Zombori út 12. szám alatt található emeletes hófehér épület egy közfolyosót, egy előcsarnokot és 11 szobát rejt, amelyek tele vannak értékesebbnél értékesebb kincsekkel, természetesen egytől-egyig mind az alumíniummal kapcsolatosak.
Már a múzeumba belépve rögtön egy ereklyével találkozunk: Búza Barna, Davy-lámpát tartó Szent Borbála alumíniumszobrával, aki a bányászok, kohászok védőszentje. De nem csak ez az egy műalkotás kapott helyet a gyűjteményben. A szobákban megtalálhatóak a bányászat során használatos eszközök, például: bőrből készült kobak, biztonsági bányászlámpa, bányászruha, különböző mérőeszközök, vészjelző és szócső is. Fellelhetők még a II. világháború utáni pengő-infláció papírpénzei, igazolványok, bélyegzők, sőt alumíniumöntvények is, amelyek cseréjével jutottak a dolgozók élelmiszerhez. A szocialista rendszerből is tartogat emlékeket: sztahanovista oklevelet, serleget, kitüntetéseket.
A Közfolyosón elhelyezett feliratos táblán olvashatjuk azoknak a feltalálóknak, tudósoknak neveit, akiknek köszönhetjük az alumínium létezését és az iparág kialakulását. Többek között: Davyt, aki nevet adott a fémnek; Bunsen és Saint Claire Deville, akik az alumínium elektronikus előállításával kísérleteztek vagy Hall és Heroult, akik megoldották az említett fém ipari előállítását.

## Könyvtára
A múzeumban könyvtár is található, amely szakjelleggel működik. Az alumíniummal és az iparággal kapcsolatosan találunk itt rengeteg kézikönyvet, enciklopédiát és egyéb műveket, amelyek mind segítenek az érdeklődőknek kutatni vagy akár elmélyedni. Fellelhető itt többek között Domony András és Geleji Sándor Alumínium kézikönyve és a Magyar Millennium alkalmából kiadott sorozat is.
A források között vállalatok és bányák szerepelnek, amelyek a privatizáció után váltak meg "kincseiktől" és adták át a múzeumnak, ezzel gyarapítva annak gyűjteményét.
Nem csak magyar nyelvű irodalom található itt, számos idegen nyelvű szakkönyv is áll a múzeum polcain, amelyek közül az orosz nyelvű könyvek mennyisége jelentős.

## Baráti Köre
1996. szeptember 5-én alakult meg Székesfehérváron a Magyar Alumíniumipari Múzeum Baráti Köre. A 8 alapító, avagy a 8 "alus" név szerint: dr. Dézsi Lajos, dr. Dojcsák János, Fuják Gyula, dr. Harsányi József, Kovács Istvánné, Puza Ferenc, Radnai József és Tóth István. Közös bennük, hogy szívügyüknek tekintik a múzeum sorsát és igyekeznek minél több írásos, tárgyi, képi dokumentumot illetve emléket összegyűjteni és megőrizni azt, hogy majd a jövő generációi is megtudhassák, hogyan is alakult ennek a sokoldalú fémnek és iparágának a története.
Munkájukat segíteni, sőt csatlakozni is lehet hozzájuk teljesen ingyen. Mindössze a belépési nyilatkozatot (ami a honlapon elérhető) kell kitölteni és visszaküldeni a múzeum címére, amiért cserébe számozott "tagkártya" kapható. Kötelezettség ezzel nem jár, de az alapítók két dolgot kérnek a támogatóktól:
1. Látogassák meg időnként a múzeumot és kísérjék figyelemmel a sorsát.
2. Ha van a birtokukban bármilyen formában az iparággal kapcsolatos emlék - amik számukra nélkülözhető - azt adják át, illetve élményeiket írják le és juttassák el a múzeum számára.

## Megközelíthetőség
Tömegközlekedéssel a 17-es busszal a Szivárvány Óvoda megállóhelytől (100 m), a 22-es busszal a Zombori út megállóhelytől (350 m), vagy a 14-es és 20-as busszal a Könnyűfémmű végállomástól (550 m). Távolsági autóbusszal Budapest irányából szintén a Zombori út megállótól.

### Külső hivatkozások
Magyar Műszaki és Közlekedési Múzeum Alumíniumipari Múzeumának honlapja Archiválva 2012. április 28-i dátummal a Wayback Machine-ben